# Jerónimo Remorino
Jerónimo Remorino (Ayacucho, 15 de noviembre de 1902 - ibíd., 20 de noviembre de 1968) fue un abogado, político y diplomático argentino, ministro de Relaciones Exteriores del gobierno de Juan Domingo Perón entre 1951 y 1955.

## Biografía

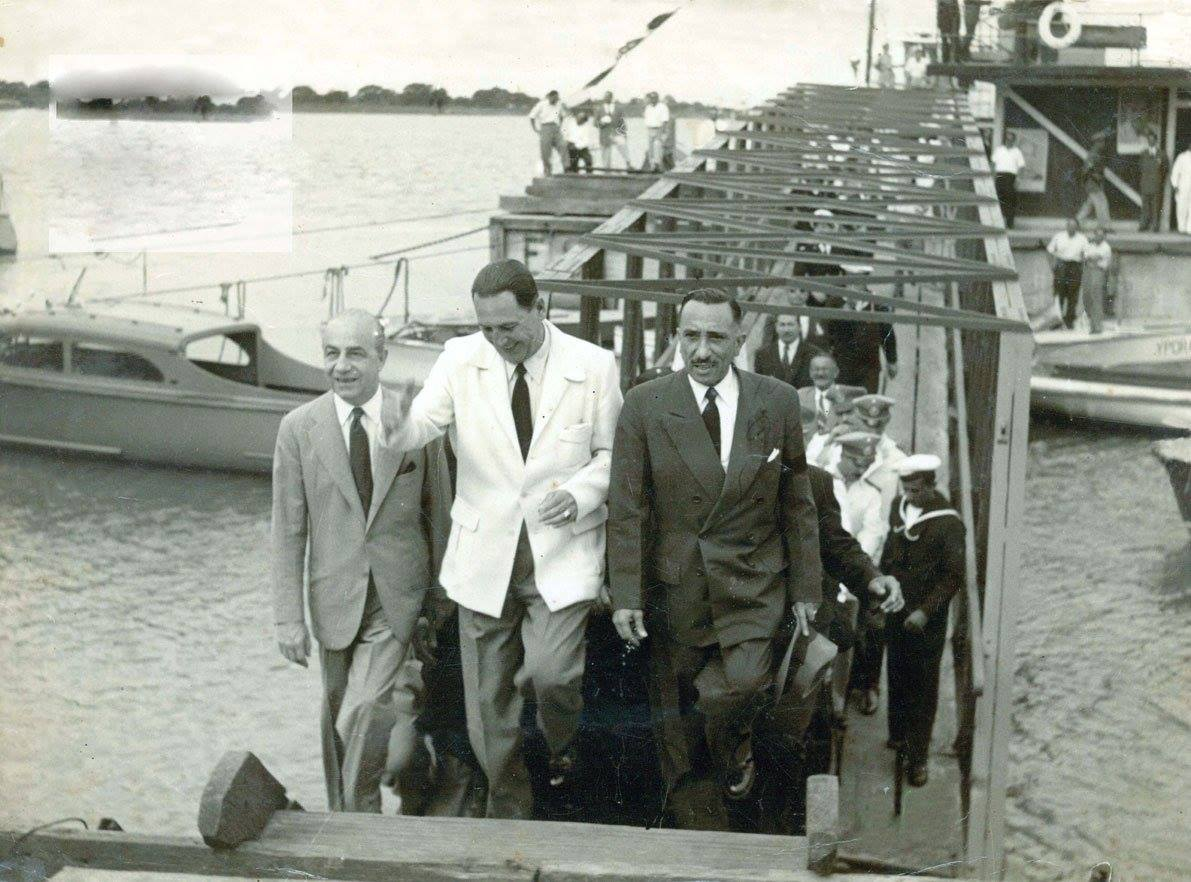
El presidente Perón visita Formosa junto a Jerónimo Remorino. En la foto, lo acompaña el gobernador de Formosa, Arturo Iglesias Paiz. 2 de octubre de 1953.

Nació en Ayacucho en 1902 bajo el nombre de Timo Jerónimo Ludovico Juan Aquiles Remorino, como hijo de los italianos Timo Remorino y Aurelia Stori.
Empezó su carrera política como secretario personal de Julio Argentino Roca (h) durante su vicepresidencia, entre 1932 y 1938. Durante esos años formó parte de las filas del Partido Demócrata Nacional el que abandonaría en 1945.
En 1935, Remorino junto a Leónidas Anastasi, y Roberto Fraga Patrao adquirieron un diario –que hasta entonces solamente incluía remates y edictos- y que a fines de ese mismo año se convirtió, bajo la dirección de Anastasi, en la Revista Jurídica Argentina “La Ley”, convirtiéndose por varios años Remorino en su presidente.En 1935 se hace cargo el periódico La Ley, rebautizado como Revista Jurídica Argentina La Ley y dirigió los Anales de Legislación Argentina, una de las más conocidas dentro de la cultura jurídica argentina.
En 1945 Remorino engrosó las filas de la coalición de apoyo a Perón. Tras el 17 de octubre de 1945 los llamados Centros Independientes agruparon a una serie de dirigentes conservadores (Visca, Sustaita Seeber, Cámpora, Remorino) que desafiaron la posición antiperonista del conservador Partido Demócrata Nacional, creando el Partido Independiente que encabezarían el Juan Filomeno Velazco y el contraalmirante Alberto Tessaire.
Bajo el peronismo Remorino fue director comercial de la Flota Aérea Mercante Argentina, la presidencia del consejo administrativo de la Caja Nacional de Ahorro Postal (1947-1948) y c
Apoyó la llegada al gobierno de Juan Domingo Perón y durante su gobierno fue miembro del directorio de la Flota Mercante Argentina, director del Banco Central de la República Argentina, embajador en Estados Unidos en 1948, en la Organización de los Estados Americanos en 1949, y en la Organización de las Naciones Unidas al año siguiente.
Nombrado ministro de Relaciones Exteriores por Perón en 1951, ocupó el cargo hasta 1955. Durante su mandato firmó tratados de comercio con varios países de América Latina, como por ejemplo Chile, Bolivia y Paraguay. Logró que la Organización de los Estados Americanos discutiera la soberanía argentina sobre las Islas Malvinas. No tuvo participación, en cambio, en la misión del vicepresidente Alberto Teisaire a Londres, donde éste ofreció al gobierno británico la compra de las Malvinas. Fue uno de los impulsores del tratado ABC, en julio de 1953, impulsó el tratado de Unión Económica Chileno-Argentina. En esta se procuraba ampliar el intercambio comercial mediante el aumento de los saldos exportables, la eliminación gradual de los derechos de aduana.
Medio entre Perón y la Iglesia Católica, debido a su ferviente catolicismo. Fue quien llevó al gabinete al ministro Antonio Cafiero, de larga carrera política posterior.En 1952 Libia recién independizada a través de Oman al-Muntasir, hijo del líder de la independencia Libia y Argentina a través del Canciller Jerónimo Remorino, emitieron una resolución conjunta en la ONU condenando a Sudáfrica siendo la primera protesta diplomática formal contra el Apartheid, si bien solo 27 países del bloque socialista y países árabes respaldaron la postura.
Posteriormente tras el golpe de Estado de septiembre se refugió en España junto con Perón, y ejerció como vínculo con agrupaciones peronistas de la Argentina, adonde viajaba frecuentemente. Fue el responsable del "operativo retorno" de Perón a la Argentina,. Más tarde fue enviado por Perón a negociar con Arturo Illia, y fue el representante permanente de Perón en la Argentina hasta su fallecimiento, a fines de 1968.

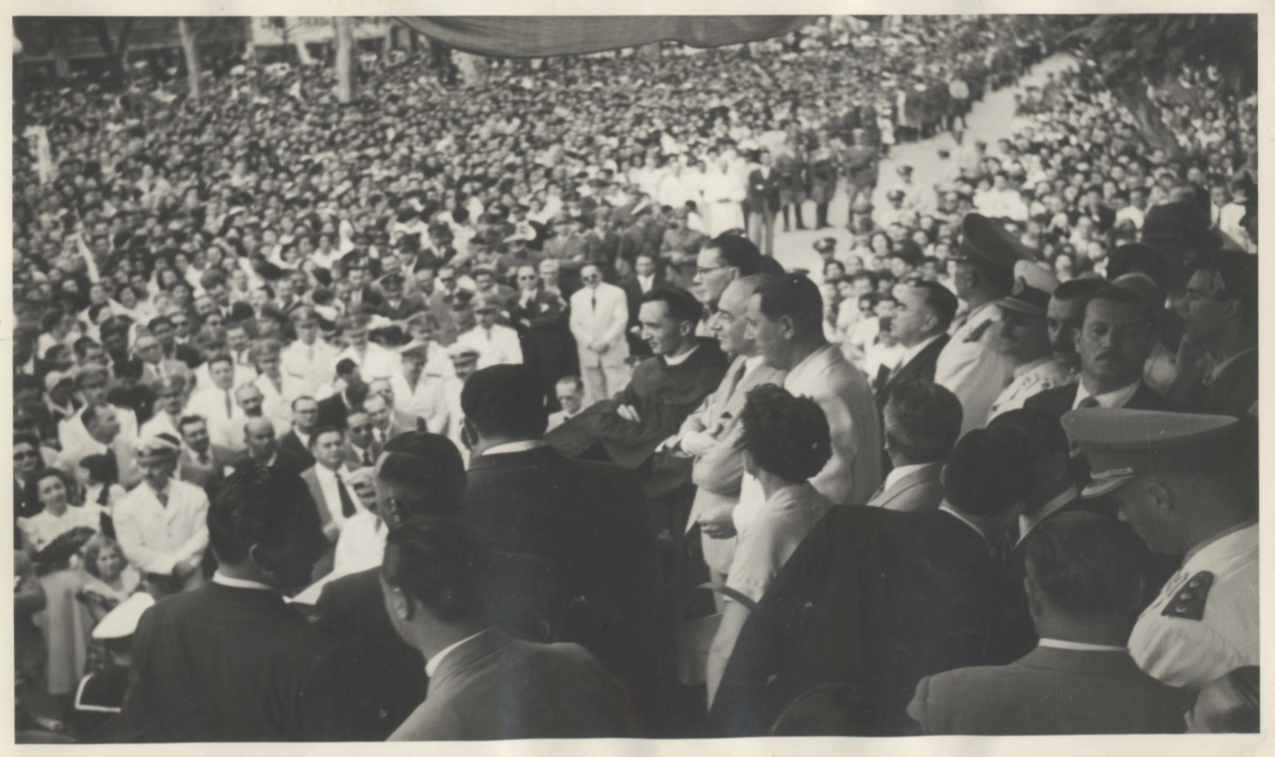
Remorino, a su izquierda el sacerdote Raúl Marcelo Scozzina y a su derecha el presidente Perón en la visita de este mismo a Formosa.

## Obras
- La Carta de las Naciones Unidas y la Constitución Argentina, 1946.
- Sindicatos y política, 1946.
- Anales de legislación argentina, 1950.
- La nueva legislación social Argentina, 1953.
- Política internacional argentina, 1968.